# Edda Blues
Az Edda Blues az Edda Művek legjobb blues számait tartalmazza, köztük a Vörös tigrist, mely tíz évvel azelőtt meglehetősen népszerű volt.

## Számok listája
1. Egyedül Blues (Egyirányú út) – Új dal
2. Félnem kéne – Új dal
3. New York Blues – korábbi felvétel
4. Vörös tigris – újrafelvéve
5. Elhagyom a várost (Edda blues) – újra felvéve
6. Patkány Blues – Új dal
7. Álom ez a nap – Új dal
8. Munkanélküli Blues – korábbi felvétel

## Az együttes felállása
- Alapi István – szólógitár
- Donászy Tibor – dob
- Gömöry Zsolt – billentyűs hangszerek
- Kicska László – basszusgitár
- Pataky Attila – ének

A korábbi felvételeken még Kun Péter gitározott.
Közreműködött:
- Ferenczy György